# Roberto Carboni
Roberto Carboni (* 12. října 1958 Scano di Montiferro) je italský římskokatolický duchovní, minorita, arcibiskup Oristana a biskup Ales-Terralby.

## Život
Narodil se 12. října 1958 ve Scano di Montiferro.
Roku 1977 vstoupil do noviciátu Řádu menších bratří konventuálů při bazilice svatého Antonína v Padově. Studoval na Teologickém institutu svatého Antonína a Papežské teologické fakultě svatého Bonaventury v Římě. Dne 27. června 1982 složil své věčné řeholní sliby. Kněžské svěcení přijal 29. září 1984 z rukou biskupa Giovanni Pese. Po svěcení zůstal v Římě studovat na Papežské univerzitě Gregoriana psychologii.
Stal se spirituálem pro postulanty v Assisi a profesorem psychologie na Vyšším institutu náboženských studií. Roku 1993 přešel do Cagliari, kde působil jako farní vikář farnosti sv. Františka a profesor psychologie na Papežské teologické fakultě Sardinie. Roku 2001 odešel jako misionář na Kubu. Zde vykonával službu farního vikáře, faráře, spirituála národního semináře v Havaně a rektora kostela sv. Františka. Po svém návratu do vlasti roku 2013, byl zvolen generálním sekretářem pro formaci minoritů.
Dne 10. února 2016 jej papež František jmenoval biskupem Ales-Terralby. Biskupské svěcení přijal 17. dubna z rukou arcibiskupa Paola Atzei a spolusvětiteli byli biskup Mauro Maria Morfino a biskup Giovanni Dettori. Dne 4. května 2019 byl převeden do úřadu metropolitního arcibiskupa Oristana a 29. června obdržel od papeže pallium. Současně byl apoštolským administrátorem diecéze Ales-Terralby.
Dne 3. července 2021 bylo papežem rozhodnuto o spojení arcidiecéze a diecéze Ales-Terralba pod úřad jednoho biskupa in persona episcopi, čímž se stal také opět diecézním biskupem své předchozí diecéze.